# Audley Harrison
Audley Harrison, född 26 oktober 1971 i London, England, är en brittisk boxare som tog OS-guld i supertungviktsboxning 2000 i Sydney. Han är 197 cm lång och väger ungefär 116 kilo.